# Ruth Usoro
Ruth Usoro (née le 8 octobre 1997) est une athlète nigériane, spécialiste du saut en longueur et du triple saut.

## Biographie
Étudiante à l'Université Texas Tech aux États-Unis, elle remporte en 2021 les titres NCAA du triple saut en plein air et en salle. Elle établit un nouveau record du Nigeria au triple saut en réalisant 14,50 m à Lubbock.
En 2022, elle décroche son premier titre national au triple saut, et atteint la finale de la longueur des championnats du monde en salle, et la finale du saut en longueur et du triple saut aux Jeux du Commonwealth.
En 2024, elle remporte la médaille d'or du triple saut aux Jeux africains à Accra au Ghana.

## Palmarès
| Date | Compétition                    | Lieu       | Résultat | Épreuve          | Marque  |
| ---- | ------------------------------ | ---------- | -------- | ---------------- | ------- |
| 2022 | Championnats du monde en salle | Belgrade   | 8e       | Saut en longueur | 6,69 m  |
| 2022 | Championnats du monde          | Eugene     | 11e      | Saut en longueur | 6,52 m  |
| 2022 | Jeux du Commonwealth           | Birmingham | 6e       | Saut en longueur | 6,56 m  |
| 2022 | Jeux du Commonwealth           | Birmingham | 5e       | Triple saut      | 14,02 m |
| 2024 | Jeux africains                 | Accra      | 1re      | Triple saut      | 13,80 m |
| 2024 | Jeux olympiques                | Paris      | 10e      | Saut en longueur | 6,58 m  |

## Records
| Épreuve          | Marque       | Lieu    | Date           |
| ---------------- | ------------ | ------- | -------------- |
| Saut en longueur | 6,87 m       | Lubbock | 9 février 2024 |
| Triple saut      | 14,50 m (NR) | Lubbock | 10 avril 2021  |